# Guerra do Peloponeso
Guerra do Peloponeso foi um conflito armado entre Atenas (centro político e civilizacional do mundo ocidental no século V a.C.) e Esparta (cidade-Estado de tradição militarista e costumes austeros), de 431 a 404 a.C. Sua história foi detalhadamente registrada por Tucídides, na obra História da Guerra do Peloponeso, e por Xenofonte, na obra Helênicas. De acordo com Tucídides, a razão fundamental da guerra foi o crescimento do poder ateniense e o temor que tal despertava entre os espartanos. A cidade de Corinto foi especialmente atuante, pressionando Esparta a fim de que esta declarasse guerra contra Atenas.

## Antecedentes e a Primeira Guerra do Peloponeso

O Império Ateniense em

O rancor entre Atenas e Esparta remonta pelo menos ao período das Guerras Médicas, durante as quais alguns eventos geraram eventuais choques de interesses entre as duas póleis, a exemplo do desejo de Esparta e Corinto de construir um muro no Cabo Coríntio, abandonando os atenienses aos persas, que já teriam invadido a cidade de Atenas. Não obstante, a relação entre as duas póleis eram desde então amigáveis, ao menos formalmente. Contudo, o crescimento desenfreado da Liga de Delos, fundada em 478 a.C., fazia do conflito "inevitável", segundo o historiador Tucídides. A partir de 460 a.C., conflitos começaram a acontecer com crescente frequência, levando ao que ficou conhecido como a Primeira Guerra do Peloponeso (460-446 aC).
A Primeira Guerra do Peloponeso foi caracterizada por uma série de conflitos menores. Levaram-na a cabo as facções lideradas por Esparta, a saber, a Liga do Peloponeso, que contava ainda com Tebas entre seus integrantes, e por Atenas, qual seja, a Liga de Delos, entre cujos integrantes constava Argos.[carece de fontes?]
O início do conflito foi marcado por uma série de vitórias atenienses, que conseguiram suplantar as forças lacedemônias tanto pelo mar quanto pela terra. Em 454 a.C., contudo, uma grande parte da frota ateniense que fora enviada ao Egito para apoiar uma revolta líbia contra o Império Aquemênida foi destruída, levando Atenas a declarar uma trégua de cinco anos com Esparta. O conflito foi reacendido em 448 a.C., com a Segunda Guerra Sacra, e desta feita Atenas se viu em desvantagem. Finalmente, no inverno de 446−445 a.C., foi declarada a Paz dos Trinta Anos, segundo a qual Atenas deveria abrir mão de suas conquistas terrestres, podendo, contudo, preservar o seu domínio marítimo. A ilha de Egina, por sua vez, conquistada por Atenas após ter apoiado Esparta pelo mar, tornar-se-ia um membro autônomo da Liga de Delos, devendo somente lhe pagar tributos. Atenas e Esparta comprometeram-se a não atacar seus aliados recíprocos.[carece de fontes?]

## A quebra da paz
Em 440 a.C., a ilha de Samos e a cidade de Mileto entram em um conflito pelo controle de Priene. Os milésios, derrotados, buscam ajuda de Atenas, e esta ordena o fim do conflito e a submissão dos adversários à sua arbitragem. Samos, aliado a Atenas, recusa a proposta, e Péricles comanda uma expedição à ilha, dando início ao conflito que ficou conhecido como Guerra Sâmia. Os oligarcas sâmios buscaram apoio persa, e a este ponto Atenas se viu diante da possibilidade de uma série de revoltas na parte oriental de seu Império. O conflito se estendeu por meses, durante os quais os sâmios chegaram a pedir ajuda a Esparta, que convocou um congresso entre cidades aliadas a fim de tomar uma decisão. Notadamente, a cidade de Corinto, uma das mais fortes aliadas de Esparta e cidade tradicionalmente rival de Atenas, não se vendo preparada para engajar-se num conflito naquele momento, votou contrariamente ao apoio a Samos. Atenas acabou por derrotar a revolta, impondo, a seguir, severas penas à ilha de Samos.[carece de fontes?]

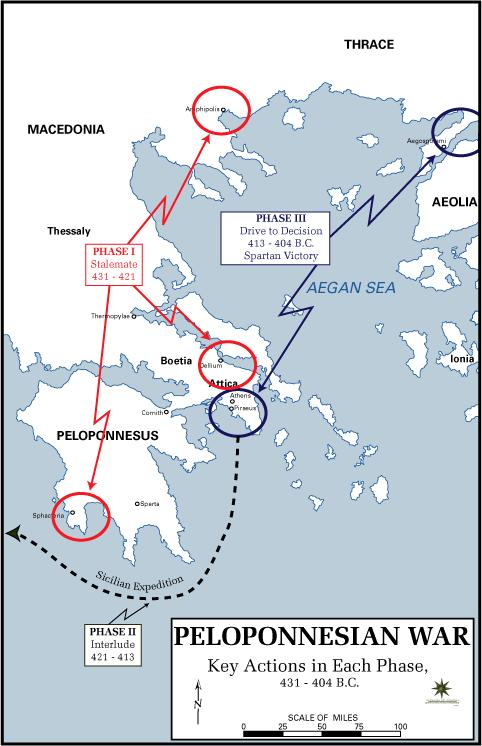
As principais ações em cada fase da guerra

Corinto foi a principal protagonista dos atritos com Atenas que levaram ao início da Guerra do Peloponeso. Um destes atritos diz respeito à cidade de Epidamno, uma colônia da Córcira localizada ao norte da Ilíria. A Córcira, por sua vez, era uma cidade fundada por Corinto numa ilha que possuía uma localização estratégica, uma vez que constituía uma ponte natural entre as cidades que ladeam o Mar Egeu e a Magna Grécia, e não era aliada nem a Esparta nem a Atenas. Em 635 a.C., Epidamno, tendo visto estourar uma guerra civil, pediu ajuda à Córcira, que nega apoio à colônia. Epidamno voltou-se, então, a Corinto, e esta enviou uma expedição para pôr fim aos confrontos. A Córcira intervém contra Corinto, julgando que esta havia feito uma ingerência indevida, expulsando então os coríntios e sitiando Epidamno. Quando Corinto se prepara para contra-atacar, a Córcira busca integrar-se à Liga de Delos, que já possuía interesse na aliança com a ilha, a fim de expandir as suas redes comerciais. Atenas envia à Córcira um número ínfimo de navios, e a frota coríntia se engaja em combate com os córciros, dando início à Batalha de Sibota, enquanto os navios atenienses que se encontravam na ilha observam a batalha, tendo sido ordenados a não interferir exceto diante da clara derrota dos córciros, a fim de não quebrar o acordo assinado com Esparta. Diante da chegada de novos navios atenienses, os coríntios, temendo o conflito, desistem do ataque.
Logo em seguida, o conflito passa a girar em torno de Potideia, cidade que, sendo colônia de Corinto, era aliada de Atenas, o que a deixava em posição instável. A cidade decidiu sair da liga de Delos em 432 a.C., mas Atenas recusou-lhe a saída, ordenando-lhe ainda pôr abaixo as suas muralhas, enviar reféns a Atenas, destituir magistrados coríntios de seus cargos e a recusar os que Coríntio enviasse no futuro. Corinto encoraja Potideia a recusar as exigências de Atenas, que atacou a cidade. Corinto não interferiu explicitamente no conflito, embora tenha enviado homens para lutar em meio ao contingente dos sitiados, o que constituiu a primeira ofensa à Paz dos Trinta Anos.
Uma outra fonte de atrito foi um decreto imposto em 433−432 a.C. por Atenas à cidade de Mégara, cidade aliada à Liga do Peloponeso desde o fim da Primeira Guerra do Peloponeso, acusada por Atenas de receber escravos fugitivos e de sustentar Corinto, bem como a explorar o Hiera Hogas, espaço de terra destinado a Deméter e Perséfone. Atenas impôs severas restrições a Mégara, se bem que os historiadores antigos desconheçam a natureza destas restrições.[carece de fontes?]
A pedido dos coríntios, Esparta conduziu uma assembleia entre os aliados da Liga do Peloponeso em 432 a.C. Nesta assembleia, foram ouvidas queixas dos coríntios e dos megários contra Atenas. Tucídides reporta mesmo que os espartanos foram acusados de negligência pelos coríntios. Uma delegação ateniense que acontecia de estar presente durante a condução da assembleia afirmou que em momento algum Atenas havia rompido a Paz dos Trinta Anos, lembrando os espartanos ainda do poderio ateniense, demonstrado nas Guerras Médicas, e recomendando-os a buscar uma saída diplomática. Por fim, Esparta decide que os atenienses quebraram a Paz dos Trinta anos, e declara guerra contra Atenas e seus aliados, dando início à Guerra do Peloponeso.[carece de fontes?]

## Primeiro período: a Guerra Arquidâmica 431-421 a.C.

As alianças da guerra

O primeiro período da Guerra do Peloponeso é chamado de Guerra Arquidâmica, devido ao rei espartano Arquídamo II.
As cidades de Esparta, Corinto, Tebas e Mégara aliaram-se contra Atenas e seus aliados. Na primavera de 431 a.C. - no Outono e no Inverno não se combatia -, Tebas, aliada de Esparta na Grécia Central, atacou Plateia, antiga aliada de Atenas, dando início à Guerra do Peloponeso, que durou 27 anos e envolveu quase todas as cidades-estados gregas, provocando o enfraquecimento da Grécia. De 431 a 421 a.C., os beligerantes devastaram reciprocamente seus respectivos territórios sem chegarem a alcançar êxitos decisivos.[carece de fontes?]
Esparta invadiu a Ática com seus aliados em 431 a.C. Péricles, avaliando corretamente a superioridade do exército terrestre de Esparta, convenceu os atenienses a refugiar a população do território da pólis ateniense dentro das longas muralhas que ligavam Atenas a seu porto, o Pireu, e a evitar uma batalha em terra com o superior exército espartano. Atenas confiava em sua frota de trirremes para invadir o Peloponeso e proteger seu império e suas rotas comerciais, mas foi gravemente surpreendida pela deflagração de uma epidemia, conhecida como Peste do Egito em 430 a.C., que matou cerca de um terço da população da superpopulosa Atenas, inclusive Péricles. Isso afetou o moral dos aliados de Atenas e provocou uma frustrada rebelião da ilha de Lesbos contra a hegemonia da cidade ática. Apesar disso, a frota teve boa performance e foi estabelecida uma trégua de um ano, em 423 a.C.[carece de fontes?]
O resultado das lutas foi variável nos anos seguintes. Na batalha de Anfípolis, no ano 422 a.C., morreram os chefes dos dois exércitos inimigos, o ateniense Cléon e o espartano Brásidas. A Cléon, defensor da continuidade da guerra a todo custo, sucedeu Nícias. A guerra estava equilibrada e as cidades beligerantes desgastadas. Por isso, esse primeiro período foi encerrado em 421 a.C. pelo Tratado de Nícias, que garantia a paz durante cinquenta anos. Aproveitando-se disso, as cidades aliadas a Atenas procuraram se libertar de sua opressão, ameaçando todo o sistema democrático que se apoiava na cobrança de tributos.[carece de fontes?]

## Segundo período: 415-413 a.C.

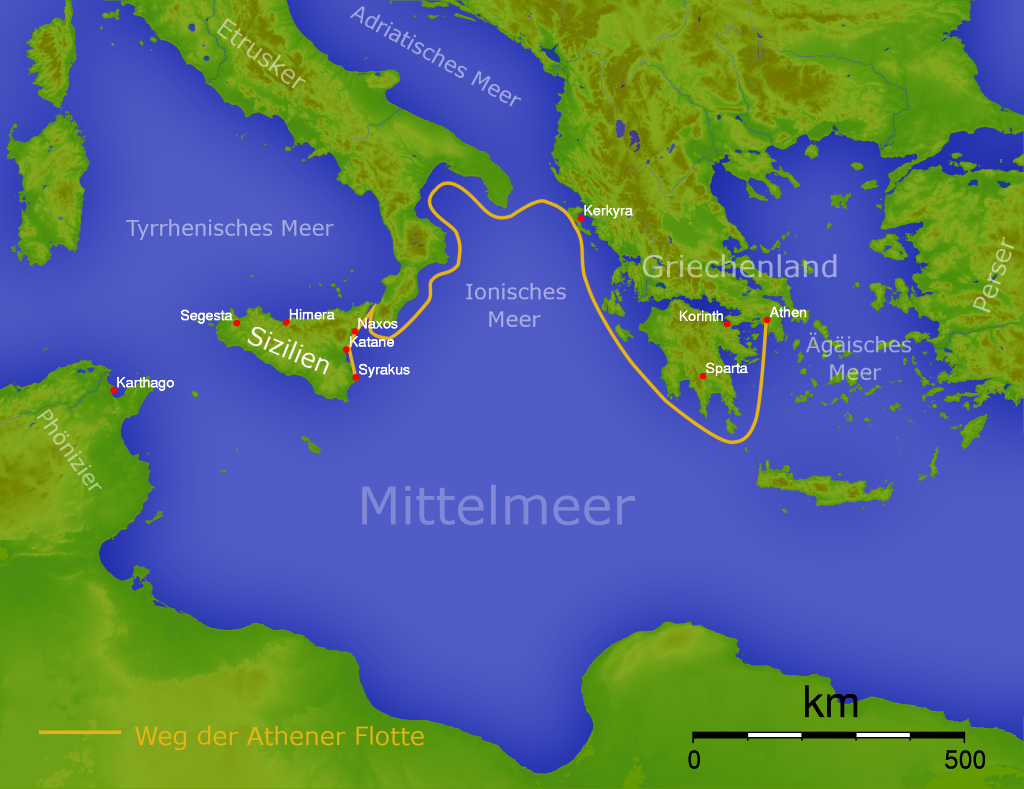
A expedição à Sicília

As longas muralhas que ligavam Atenas a seu porto, o Pireu

O segundo período foi de 415 a 413 a.C. A trégua, que deveria se prolongar durante 50 anos, durou somente seis. Alcibíades liderou um movimento de oposição a Esparta no Peloponeso; suas esperanças esvaneceram-se com a vitória de Esparta em Mantineia, em 418 a.C. A saída para a crise do sistema democrático era uma grande vitória militar contra a Liga do Peloponeso. Assim, em 415 a.C. foi preparada uma grande e poderosa esquadra, comandada por Alcibíades, para atacar a cidade siciliana de Siracusa (na Magna Grécia) e outras regiões da península Itálica, colônias de onde provinham os alimentos para Esparta e seus aliados. Alcibíades, principal defensor da expedição à Sicília (415–413 a.C.) foi acusado de impiedoso por seus adversários políticos em Atenas. Alcibíades, então, fugiu para Esparta e traiu os atenienses.[carece de fontes?]
Esparta enviou então um poderoso exército para a Sicília, o que resultou num completo desastre para Atenas. A frota e o exército atenienses foram desbaratados pelas forças espartanas diante de Siracusa. Dá-se aí o ponto de viragem da Guerra do Peloponeso, apesar da derrota ter acontecido por um triz, mercê de uma chefia fraca aquando da invasão da Sicília, traduzindo o claro declínio político e militar surgido com a morte de Péricles. Os historiadores vêem no desaparecimento deste a razão do desastre ateniense, gorando-se a união da Hélade em torno de Atenas. Na cidade de Atenas, tomou o poder um grupo oligárquico partidário da paz. Mas a sublevação da armada de guerra, desejosa de reiniciar o conflito, forçou o restabelecimento da democracia e, com ela, a continuação da guerra.[carece de fontes?]
Na invasão de Siracusa pelas forças atenienses, não foi um exército espartano que iniciou a derrocada da frota, mas sim, apenas um general, Gilippo, pois os espartanos não tinham força naval suficientes para transportar um exército para o além-mar de Siracusa. Portanto, a tática espartana não foi enviar forças armadas para seus aliados, mas enviar um exemplo de coragem e habilidade bélica. O general Gilippo treinou e disciplinou a grandiosa força siracusana com estratégias militar, sendo possível expulsar os atenienses e encurralá-los, sem suprimentos e com a frota avariada, no litoral.[carece de fontes?]

## Terceiro período: 412-404 a.C.

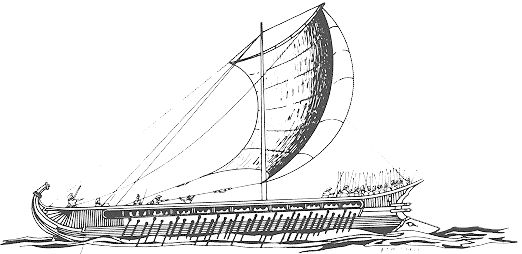
Trirreme grego

O terceiro período começou em 412 a.C.; a fortificação de Decélia, na Ática, pelos espartanos, e revoltas generalizadas entre seus aliados pressionaram Atenas, que havia perdido grande parte de sua frota na Sicília e estava falida e atormentada por convulsões políticas. Apesar disso e graças, em grande parte, a Alcibíades, nomeado estratego das forças atenienses, a sorte de Atenas ressurgiu, com vitórias navais em Cinosema (411 a.C.), e Cícico ou Cízico (410 a.C.), e com a reconquista de Bizâncio (408 a.C.).[carece de fontes?]
Houve mais uma vitória em Arginuse, em 406 a.C. Os espartanos aliaram-se aos Persas em troca do financiamento de uma frota de navios para invadir Atenas, deixando, assim, o caminho livre para que os medos conquistassem as colônias gregas da Jônia (Ásia Menor). A partir de então, os espartanos, ajudados pelo ouro dos persas e pelas habilidades estratégicas e táticas do espartano Lisandro alteraram a balança. A tomada de Lâmpsaco, o triunfo na Batalha de Egospótamos (405 a.C.), perto do rio Egospótamos, e o controle do Helesponto pelos espartanos subjugaram Atenas, pela fome. Esparta venceu a Guerra do Peloponeso após a rendição de Atenas em abril de 404 a.C. As condições de paz foram desastrosas para a cidade de Atenas, enquanto Esparta se convertia no centro hegemônico da Grécia.[carece de fontes?]
Seguiu-se imediatamente um golpe oligárquico em Atenas, apoiado por Esparta. A oligarquia, com o apoio das tropas espartanas, tomou o poder dos democratas. Esse governo ficou conhecido como Tirania dos Trinta, porque era formado por trinta oligarcas. A Tirania dos Trinta dissolveu a Confederação de Delos e entregou o resto da frota Ateniense a Esparta. A democracia foi restabelecida em 403 a.C.[carece de fontes?]

## Consequências
O declínio de Atenas marcou a ascensão de Esparta e desfez a única via possível para a unificação política do mundo grego, bastante afetada pela devolução aos Persas das cidades da Ásia Menor em troca do seu ouro. A substituição do império ateniense, baseado no projeto de Delos, por um sistema militarista, como o de Esparta, causou alguns desgastes do mundo helênico (a ruína econômica de várias cidades outrora consideradas poderosas, devido aos gastos exorbitantes com a guerra e disputas internas entre as principais cidades-Estado), porém manteve a independência do modelo espartano. Tempos depois, se aproveitando dessa situação, o rei macedônico, Filipe II, promoveu a organização de um grande exército que conquistou os territórios gregos ao longo do século IV a.C.

## Importância da guerra

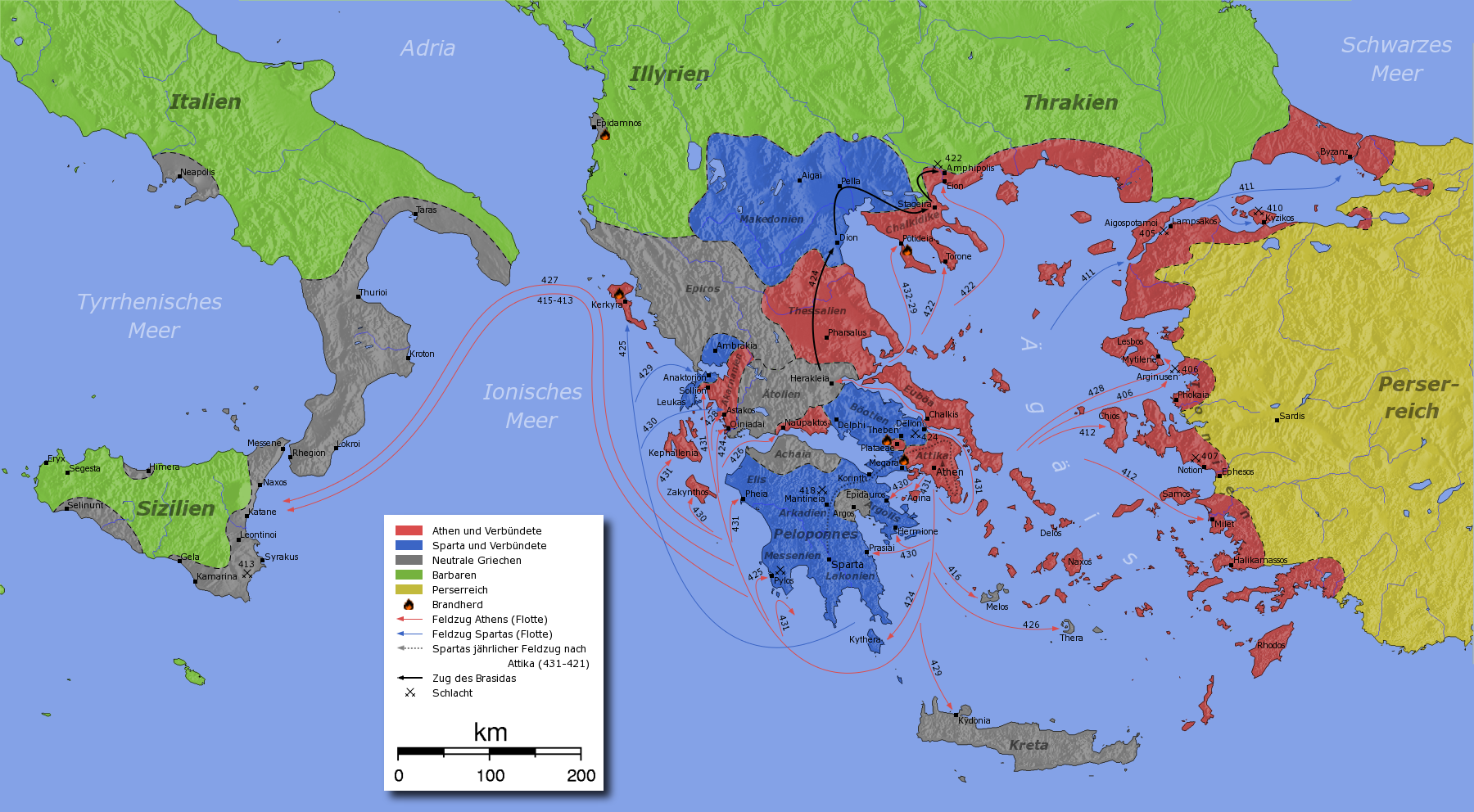
Batalhas e campanhas da Guerra do Peloponeso. As cores correspondem à situação dos Estados na deflagração da guerra, com exceção da semibárbara Macedônia, que inicialmente era neutra.

A importância desta guerra reside também no fato de ter envolvido quase todos os Estados gregos, além de ter registrado um número sem precedentes de homens em armas e um elevado consumo de recursos materiais. O poder naval foi fundamental, num teatro de operações onde tal se justificava, pois desenrolou-se entre a Ásia Menor e a Sicília. Anteriormente, as guerras tinham um caráter estival, de curta duração, com alguns reencontros de infantaria (hoplitas) e poucos combatentes, sem grandes estratégias e investimentos logísticos, com um carácter simples e com o seu fim a depender de cadências pela fome ou fuga de uma facção. A Guerra do Peloponeso foi diferente: grandes blocos de Estados, várias áreas de combate, com estratégia definida e dependendo da ação de Esparta ou Atenas - uma, potência terrestre; a outra, naval e detentora de um império financeiro e comercial.[carece de fontes?]